# Трофоневротический некроз
Трофоневротический некроз — некроз, развивающийся вследствие нарушений микроциркуляции и иннервации тканей при заболеваниях центральной или периферической нервной системы, на участках тела, подвергающихся наибольшему давлению. Примером трофоневротического некроза может служить пролежень.

## Патогенез
Возникновение поражений объясняется деафферентацией ткани, которая приводит в действие следующие взаимосвязанные факторы:
- раздражение, поступающее с места повреждения нерва в центральную нервную систему;
- антидромное проведение;
- травматизация органа, утратившего чувствительность;
- приобретение тканью антигенных свойств с возникновением аутоаллергических реакций.[1]